# Jeti
Jeti (angleško: Yeti) naj bi bila velika bela snežna žival, podobna opici ali človeku, ki naj bi živela v odročnih področjih himalajskih gora. Je del mitologije tamkajšnjih prebivalcev. Zgodbe o Jetiju so se prvič pojavile, kot vidik zahodne popularne kulture v 19. stoletju.  
Čeprav je ameriška vlada nekoč imela predpise o iskanju Jetija, ga je znanstvena skupnost Yeti na splošno štela za legendo, čeprav ni dokazov o njegovem obstoju. V eni genetski študiji so raziskovalci primerjali vzorce las, ki so jih našli v Himalaji, s prazgodovinskim medvedom. 